# 庫務科
庫務科（英語：Treasury Branch），是香港特別行政區政府財經事務及庫務局轄下的部門，主要負責處理有關香港特區政府庫房的事宜，包括政府收入、財政管理及支援服務。部門首長為財經事務及庫務局常任秘書長（庫務）。

## 政策綱領

### 政府收入及財政管理
宗旨是依循政府的衡工量值原則和其他施政方針，管理資源分配，監督政府的稅收及其他徵集收入政策，協助政府就投資項目作出決定，以及推廣公開、公平、具競爭性和支持創新的政府採購政策。
在這綱領下，庫務科的工作是制定、統籌及支援下列各項政策和計劃：
- 確保政府開支的增長，在一段期間內與經濟增長走勢相適應；
- 因應政府的負擔能力和公共財政的可持續性，確保資源用在最有利於社會的用途上；
- 投資大型基建項目，以提高香港的競爭力及改善居住環境；
- 維持簡單低稅制，藉此鼓勵投資和方便營商；
- 提升稅務透明度，打擊逃稅行為，並盡量減少避稅的機會；
- 提倡在合乎經濟效益和恪守「收回成本」與「用者自付」的原則下提供政府服務；以及
- 維持財政儲備，以滿足政府日常運作需要、保障投資收益、應付無撥備負債及承擔為應付不時之需而提供保障等。

### 服務部門
宗旨是確保各政府部門獲得所需的中央支援服務，令部門能以既有效率又符合成本效益的方式，維持並提高服務水平及質素，為市民提供服務。
在這綱領下，庫務科的工作是制定及統籌下列各項政策和計劃：
- 確保以既有效率又符合成本效益的方式，提供轄下的中央支援服務(例如財務資料管理、採購、物料供應管理、車輛管理、印刷，以及提供宿舍及辦公地方)；
- 確保轄下服務部門提供優質的支援服務，滿足各決策局和部門用戶的需要；以及
- 聯同相關決策局和部門，確保政府的施政方針(例如推動支持創新的政府採購政策、保障政府服務合約承辦商所僱用的非技術員工、關愛社會的租務安排，以及「一地多用」措施)在中央支援服務下得以落實[1]。

## 外部連結
- 財經事務及庫務局庫務科

1. ↑  . www.fstb.gov.hk.   [2022-06-24]. （原始内容存档于2022-06-19） （中文（香港））.